# Ямболска синагога
Ямболската синагога, наричана също Българска синагога, се намира в Истанбул, район „Фатих“, кв. Балат.
Синагогата е сред най-старите запазени еврейски храмове в Балат (край Златен рог) - традиционния квартал на евреите в града.
Построена е в Константинопол, столицата на Византия, от сефарадски български евреи от Ямбол през XV век, възстановена е през XVIII век.
Известна е като единствената в града синагога с оригиналния си дървен свод. Отворена е за вярващи ежеседмично в деня Шабат.